# Dezodorans
Dezodoransi su supstance koje se nanose na tijelo s ciljem sprječavanja neprijatnih mirisa koje izazivaju bakterije tijekom znojenja. Dezodoransi se mogu odnositi na proizvode u spreju, "roll-on" i sticku.

## Povijest
U 9. stoljeću, kurdski znanstvenik Ziryab u Al-Andalusu predstavio je dezodorans. Prvi dezodorans koji se našao u prodaji je bio "Mum", 1888. godine u Americi, u Philadelphiji, od pronalazača čije ime nije ostalo zabilježeno. Tada se dezodorans prodavao kao krema u teglici. Tu malu kompaniju je 1931. godine kupila veća tvrtka "Bristol-Myers", da bi 1940. godine Helen Diserens, radnica u kompaniji, unaprijedila način nanošenja. Taj proizvod, promijenjenog imena i načina nanošenja, počeli su reklamirati kao "Ban Roll-on". U Europi je taj proizvod lansiran 1958. godine, u Ujedinjenom Kraljevstvu, pod nazivom "Mum Rollette".

## Vanjske poveznice
- Antiperspirants/Deodorants and breast cancer (engl.)
- Antiperspirants cancer and Aluminium chloride  Arhivirana inačica izvorne stranice od 10. srpnja 2015. (Wayback Machine) (engl.)